# Danielle Schulmann
Danielle Nicole Schulmann (hebräisch דניאל ניקול שולמן; * 22. Dezember 1989) ist eine israelisch-US-amerikanische Fußballspielerin, die international für die Nationalmannschaft Israels antritt.

## Karriere

### Vereine
Während ihres Studiums an der University of Maryland, College Park, der Seton Hall University und der University of Connecticut spielte Schulmann von 2008 bis 2012 für die dortigen Hochschulmannschaften der Maryland Terrapins, Seton Hall Pirates und Connecticut Huskies. Ab dem Jahr 2010 lief sie parallel dazu für die W-League-Teilnehmer New Jersey Rangers und North Jersey Valkyries auf. 2013 stand Schulmann zudem zeitweise als Ersatzspielerin im Kader der NWSL-Franchise des Sky Blue FC, kam jedoch nicht in Pflichtspielen zum Einsatz. Nach einer Karrierepause im Jahr 2014 kehrte sie 2015 wieder in den Kader der North Jersey Valkyries zurück und war mit neun Saisontoren die erfolgreichste Schützin ihres Teams, das die Play-offs dennoch klar verpasste. Nach der darauffolgenden Auflösung der W-League wechselte Schulmann zur Saison 2016 der NWSL fest in den Kader des Sky Blue FC und debütierte dort am 24. April bei einer 1:2-Heimniederlage gegen die Washington Spirit.

### Nationalmannschaft
Im März 2016 lief Schulmann viermal für die israelische Nationalmannschaft auf, für die sie am 10. März 2016 im Spiel gegen Malta debütierte und beim 1:1-Unentschieden auch ihr erstes Länderspieltor erzielte.